# Clutching at Straws
Clutching At Straws je čtvrté řadové album progresivní rockové kapely Marillion. Bylo vydáno v roce 1987 jako koncepční album. Jedná se o poslední desku se zpěvákem Fishem, který kapelu opustil koncem roku 1988. Remaster alba vyšel jako 2 CD 22. března 1999.

## Seznam stop (originální CD 1987)

### Strana první
1. "Hotel Hobbies" – 3:35
2. "Warm Wet Circles" – 4:25
3. "That Time Of The Night (The Short Straw)" – 6:00
4. "Going Under" – 2:47
5. "Just For The Record" – 3:09
6. "White Russian" – 6:27

### Strana druhá
1. "Incommunicado" – 5:16
2. "Torch Song" – 4:05
3. "Slàinte Mhath" – 4:44
4. "Sugar Mice" – 5:46
5. "The Last Straw" – 5:58

## Seznam stop (remaster 2 CD 1999)

### CD 1
1. "Hotel Hobbies" – 3:35
2. "Warm Wet Circles" – 4:25
3. "That Time Of The Night (The Short Straw)" – 6:00
4. "Going Under" – 2:47
5. "Just For The Record" – 3:09
6. "White Russian" – 6:27
7. "Incommunicado" – 5:16
8. "Torch Song" – 4:05
9. "Slàinte Mhath" – 4:44
10. "Sugar Mice" – 5:46
11. "The Last Straw" – 5:58

### CD 2
1. "Incommunicado" (Alternative Version) – 5:57
2. "Tux On" – 5:13
3. "Going Under" (Rozšířená Verze) – 2:48
4. "Beaujolais Day" – 4:51
5. "Story From A Thin Wall" – 6:47
6. "Shadows On The Barley" – 2:07
7. "Sunset Hill" – 4:21
8. "Tic-Tac-Toe" – 2:59
9. "Voice In The Crowd" – 3:29
10. "Exile On Princess Street" – 5:29
11. "White Russians" (Demo) – 6:15
12. "Sugar Mice In The Rain" (Demo) – 5:54

## Obsazení
- Fish – zpěv
- Steve Rothery – kytara
- Mark Kelly – klávesy
- Pete Trewavas – basová kytara
- Ian Mosley – bicí

hosté
- Tessa Niles – doprovodné vokály na "That Time Of The Night" a "The Last Straw"
- Chris Kimsey – doprovodné vokály na "Incommunicado"
- John Cavanaugh – "Dr. Finlay" hlas na "Torch Song"